# Barbara Fanocchi
Barbara Fanocchi (9 dicembre 1969) è un'ex cestista italiana.
Alta 173 cm, giocava come playmaker nell'Associazione Sportiva Vicenza nel 1989-90. In quella stagione ha totalizzato 77 punti in 25 partite di campionato.

## Vita privata
La Fanocchi è sposata con l'ex cestista Giancarlo Paitowschi.